# ずっといっしょ
『ずっといっしょ』は東芝EMIより1998年3月12日に発売されたPlayStation用恋愛シミュレーションゲーム。
1999年3月25日にWindows版が発売された。内容はPlayStation版と同じだが、キャラクターの音声が省略されている。
2000年5月25日に東芝EMIから権利を取得したハムスターから『Major Wave シリーズ ずっといっしょ』（以下、Major Wave版）が発売された。過去に発売されたゲームソフトの廉価版などを扱うMajor Wave シリーズの1つだが、ただの価格改定・再発売ではなく、パッケージデザイン変更、グラフィックの修正、エンディングテーマ曲の変更など、多くの手が加えられている。
2013年9月11日にゲームアーカイブスで配信が開始された。

## ストーリー
両親の仕事の都合で転校と同時に一人暮らしを始めることになった主人公だが、アパートに着くとなぜか部屋に女の子が。突然女の子と同居しなければならなくなった主人公は、このまま無事に高校生活を送ることができるのだろうか？
ゲーム開始時にメインヒロイン3人のうちいずれか1人を選択するようになっていて、選択したヒロインごとに同居するまでのストーリーが異なっている。

## システム

### クロススケジューリング
一日が5分割されたスケジュール表にプレーヤーが予定を入れていくことができる。初期状態では学校と睡眠といった必要最低限のスケジュールしか入っていないが、家事やバイト、部活動などで徐々に埋められていく。約束を入れるためには空き時間を利用するか、すでに入っているスケジュールを上書きすることになる。たとえば、学校をサボってデートをすることもできる。ただし、約束の相手によって都合の会わない時間があったり、学校や部活をサボることができなかったりもする。上書きされたスケジュールはキャンセルされたことになり、学校をサボればそのぶん主人公の能力値は変化しなくなり、別のキャラクターとの約束を上書きすればドタキャン扱いになる。
また、初期に運動部（野球・サッカー・水泳・陸上）か文化部（漫研・演劇・茶道・軽音）を選ぶが、その選択により一部の月のイベント内容やノルマが変更される。
此方から行動出来ず対応する点は、シューティングゲーム「ギャラクシアン3」を連想する(此方は宇宙船が固定でプレイヤーが砲台であり、敵機を砲台旋回で回避する点を連想する。)。

### トライエモーションシステム
キャラクターごとに「喜」「怒」「哀」の3つの感情値を持っていて、日常会話やデートなどのイベントにおける選択肢によって感情値が増減する。いずれかの感情値が最大値に達すると主人公の前に現れて質問をしてきて、その質問の選択結果によって好感度レベルが上がったり下がったり（レベルチェンジ）する。この繰り返しによって好きなキャラクターとの好感度レベルを上げていくことがゲームの主な目的となる。感情値の変化量や最大値は各キャラクターの性格が反映されていて、キャラクターによっては特定の感情でレベルチェンジを行わなければならない場合もある。
その為普段のギャルゲーにおけるご法度の選択である「デートを予定の上書きですっぽかす」事も、「怒」の感情を効率よく上げるために使う事も多い。
なお、好感度レベルの上がり方は一定ではないため、一度に2レベル上がる場合もある。逆にハズレの選択肢しかないレベルも存在し、一度レベルを下げた後そのレベルを跳ばす必要があることも。

### 選択肢
キャラクターとの対話中に発生するほとんどの選択肢に制限時間がある。制限時間内に選択が行われないと会話を無視したことになってしまい、怒または哀の感情が大幅に増加する。制限時間は相手のキャラクターごとに異なり、気が短いキャラクターは制限時間も短く、おっとりとして気が長いキャラクターは制限時間も長くなっている。

## 登場人物
主人公
両親と離れ一人暮らしをするために3年ぶりに生まれ故郷である「丸井町」に戻ってきた。丸井高校に転入する。高校2年生。
小野寺 桜子 （おのでら さくらこ）
声優：根谷美智子
17歳。5月18日生まれ。身長160cm、体重47kg、3サイズはB82、W55、H83。
ヒロインの一人。丸井高校3年生。勝気な性格で学校の女王様的な存在。大金持ちの家に生まれたお嬢様で、わがまま放題に育ったので、何でも自分の思い通りにならないと気が済まない。自分より人気がある人が嫌いで、松田麗美と今井沙也加とは仲が悪い。両親と喧嘩して家出中に、主人公が引越す予定の部屋を空き家と思い込んで勝手に住み着き、主人公が引っ越してきた後もそのまま居座ってしまう。掃除も洗濯も料理も全く出来ない。髪の色は茶色。
並木 智香 （なみき ちか）
声優：折笠愛
16歳。2月3日生まれ。身長164cm、体重49kg、3サイズはB79、W58、H80。
ヒロインの一人。丸井高校2年生。ほっぺたの絆創膏がトレードマークの、バレー部に所属するスポーツ少女。気さくで裏表がなく、性別を問わず仲良くなれる性格だが、若林薫と江藤和代の事は苦手。一人称は「ボク」。主人公とは親戚同士で、親同士が勝手に2人の同居を決めてしまうものの、何の危機も感じていない。髪の色は青緑。
石塚 美樹 （いしづか みき）
声優：笠原弘子
15歳。4月8日生まれ。身長156cm、体重44kg、3サイズはB93、W58、H81。
ヒロインの一人。丸井高校1年生。内気で努力家な学校のマスコット的存在。男性恐怖症。国見洋子と江藤和代の事も苦手。絵を描くのが趣味で、才能もある。不動産屋の手違いで、主人公と同じ部屋に住むことになってしまう。髪の色は紫、大きな赤いリボンで結んでいる。見た目の印象に反して一番の巨乳。
江藤 和代 （えとう かずよ）
声優：篠原恵美
16歳。12月23日生まれ。身長158cm、体重46kg、3サイズはB81、W56、H80。
丸井高校2年生で、主人公のクラスの委員長。敬虔なクリスチャンで、間違ったことは許せない性格。成績優秀で規則に厳しく、小野寺桜子と今井沙也加の事は好きじゃない。過剰な正義感ゆえに机を投げつけて怒ることも。押しが強く、主人公に対して勉強やデートをよく誘いに来る。髪の色は青。6月のノルマを成功すると登場。
桑原 いずみ （くわはら - ）
声優：村井毎早
16歳。11月5日生まれ。身長167cm、体重51kg、3サイズはB86、W62、H84。
丸井高校2年生。見た目は不良で素行も悪く乱暴で成績も悪いが、硬派で心優しい面もある。むかつくヤツは小野寺桜子と若林薫。土木建築系の作業が得意。髪の色はオレンジに黄色のメッシュ。6月のノルマを失敗すると登場。
若林 薫 （わかばやし かおる）
声優：氷上恭子
16歳。7月31日生まれ。身長170cm、体重48kg、3サイズはB75、W54、H74。
丸井高校2年生。他人を気にしないマイペースなオタク少女。同人誌を売ったり、コスプレをしたり、コミケに行ったりしている。いつもメガネをかけているが、素顔は美少女。お会いしたくない人は南景子と並木智香。髪の色は紫。初期に漫研部・演劇部に所属すると登場。
舞・アレクサンダー （まい - ）
声優：松浦有希子
16歳。1月1日生まれ。身長173cm、体重60kg、3サイズはB94、W61、H91。
丸井高校2年生で、ヨーロッパ人と日本人のハーフ。大和魂に憧れて両親と離れ日本にやってきた。普段は明るいが、時々ホームシックになる。怨敵は江藤和代と南景子。髪は金髪。初期に茶道部・軽音部に所属すると登場。
国見 洋子 （くにみ ようこ）
声優：宮川美保
15歳。10月10日生まれ。身長152cm、体重41kg、3サイズはB76、W53、H72。
丸井高校1年生で、運動部のマネージャーを務める。ミーハーで楽しいことが好きで、とにかく活発でよくしゃべる。苦手な人は石塚美樹と桑原いずみ。髪の色は茶色。初期に野球部・サッカー部に所属すると登場。
松田 麗美 （まつだ れみ）
声優：瀧本富士子
17歳。8月26日生まれ。身長165cm、体重50kg、3サイズはB83、W60、H80。
丸井高校3年生で、スポーツ万能少女。ストイックな性格でスポーツ以外のことにはあまり興味が無い。個人競技で日本記録を出し、勉強の成績も非常に良い為、男女問わず追っかけがいるが、本人は無関心。小野寺桜子と舞・アレクサンダーの事が気に入らない。髪の色は赤。初期に水泳部・陸上部に所属すると登場。
今井 沙也加 （いまい さやか）
声優：石川悦子
14歳。9月4日生まれ。身長150cm、体重38kg、3サイズはB72、W53、H74。
主人公のバイト先である喫茶店「紅玉館」の後輩で、店長の親戚の子。元気で甘えん坊なかわいい女の子だが、努力家な一面も持つ。丸井中学3年生で、子供扱いされるのを嫌がる。恐い人は江藤和代と小野寺桜子。髪の色はピンク。5月のノルマを失敗すると登場。
南 景子 （みなみ けいこ）
声優：折笠愛
20歳。6月10日生まれ。身長168cm、体重49kg、3サイズはB84、W56、H80。
主人公のバイト先である喫茶店「紅玉館」の店長の妹。細かいことは気にしない性格で年下の少年をからかうのが趣味。普段は大人に振舞っているがお酒を飲むと性格が変わる。丸井大学2年生。気に入らない娘は松田麗美と石塚美樹。髪の色は灰色に近い紫。5月のノルマを成功すると登場。
三条 真 （さんじょう まこと）
声優：塩沢兼人
17歳。5月5日生まれ。身長180cm、体重72kg。
丸井高校3年生で、ヒロインに好意を寄せている主人公のライバル。卒業後にヒロインを海外に連れて行くことを勝手に宣言している。月末にヒロインたちと主人公との関係を報告してくる。
大森 正晴 （おおもり まさはる）
声優：岩田光央
16歳。6月6日生まれ。身長151cm、体重46kg。
丸井高校2年生で、主人公のクラスメイト。女子に興味が無く、主人公に親切で何かと世話を焼く。あまり構わないでいると主人公とヒロインとの関係に嫉妬することも。
桂 譲治 （かつら じょうじ）
声優：江川央生
17歳。1月31日生まれ。身長185cm、体重86kg。
丸井高校3年生で、体育会系の部活の部長。硬派そうに見えて実は軟派で、主人公に女の子の紹介を迫ったりする。
海老原 健一 （えびはら けんいち）
声優：塩沢兼人
15歳。3月3日生まれ。身長160cm、体重50kg。
丸井高校1年生で、文化系の部活の後輩。女の子は好きだが、モテないために恋愛感情が間違った方向に向かってしまっている。ラブの探求者を自称し、あまり構わないでいると主人公のデートにストーカーの如く現れる。
青葉 林檎 （あおば りんご）
声優：鈴木真仁
15歳。10月5日生まれ。身長158cm、体重46kg、3サイズはB82、W59、H80。
丸井高校1年生で、石塚美樹の中学時代からの親友。美樹と主人公の関係を確かめる為に現れる、面倒見のいい女の子。お転婆で積極的な性格。髪の色は濃い赤。
立花 すみれ （たちばな - ）
声優：長田梢
17歳。4月30日生まれ。身長164cm、体重48kg、3サイズはB82、W58、H80。
丸井高校3年生で、国見洋子が所属する部活の先輩マネージャー。後輩マネージャー育成の為に、国見に強く当たることが多い。
南 柳太郎 （みなみ りゅうたろう）
声優：大友龍三郎
27歳。身長170cm、体重65kg。
主人公のバイト先である喫茶店「紅玉館」の店長。主人公の親戚。あまり仕事をしたがらず、バイト代を出さないと脅して店を任せたり、無理難題を吹っ掛ける。好きなものは演歌、カントリー、小さな女の子。
岬 琴音 （みさき ことね）
声優：氷上恭子
16歳。3月17日生まれ。身長154cm、体重41kg、3サイズはB78、W55、H76。
初期に文化系の部活に所属し、かつ8月のノルマを成功した時しか登場しない。夏のバイト先で出会う、不思議な雰囲気を持つ女の子。高校2年生。髪の色は緑。
天使
日曜日の夜に現れて主人公の手助けをしてくれる。同居中の女の子と同じ姿をしているが、背中に大きな羽があり衣服も異なる。

## テーマソング
- オープニング「Bye-Bye My Handy Love」
  - 歌・作詞 - Matilda / 作曲・編曲 - ホリエアキラ

- エンディング「Remember Me」
  - 歌・作詞 - Matilda / 作曲・編曲 - ホリエアキラ

- MajorWave版エンディング
  - 「春風に乗って」
    - 作詞 - 佐々木誠毅、REM / 作曲・編曲 - 橋本彦士 / 歌 - REM

  - 「真夏の陽炎」
    - 作詞 - 佐々木誠毅、橋本彦士 / 作曲・編曲 - 橋本彦士 / 歌 - REM

## スタッフ
- プロデューサー・総監督・演出 佐々木誠毅
- ディレクター・プログラム 大原英郁
- 原案 高山なおき
- シナリオ 佐々木誠毅、高山なおき、相沢 悟、栗山幸一、伊藤尚範
- 音楽・効果音 橋本彦士
- システムグラフィック 佐々木誠毅、吉村清人、宮本義臣
- アニメーション・プロデューサー 光延青児
- キャラクターデザイン・作画監督 渡辺あきお（MajorWave版では渡辺明夫表記）
- 衣装デザイン 山本まるみ
- 美術監督 西倉力
- 製作担当 いけだかなめ
- アニメーション・ゲームビジュアル制作 スタジオ雲雀

## 関連商品

### CD
- OP/EDテーマ 「Remember Me / Bye Bye My Handy Love」 Matilda
  - TYDY-2093 (1997.08.20) 東芝EMI
- イメージソング 「Heart beat Groove / Dear Boy friend」 Patel&Vivid
  - TYDY-2094 (1997.08.20) 東芝EMI
- ずっといっしょ オリジナル・サウンド・トラック
  - TYCY-5595 (1998.02.25) 東芝EMI
  - OP/EDテーマおよびイメージソング2曲を含む全34曲を収録。

### CD-ROM
- ずっといっしょ CD-ROM コレクション (1998.05.27)
- ずっといっしょ CD-ROM COLLECTION すきすき美樹ちゃん (1999.02.24)
- ずっといっしょ CD-ROM COLLECTION どきどき桜子さん (1999.03.25)
- ずっといっしょ CD-ROM COLLECTION わくわく智香ちゃん (1999.04.28)
  - タイニーノベル「春一番」を収録。小野寺桜子のライバルである 調 綾子（しらべ あやこ）が登場。

### 書籍
- Zノベルズ 「ずっといっしょ 〜秘密の星空〜」
  - 著者:高山なおき 出版:ゼスト
- ゲーメストムック/EXシリーズVOL.49 「ずっといっしょ グラフィカルマニュアル」
  - 出版:新声社

### ゲーム
- ずっといっしょ わくわくま〜じゃん Vol.1
  - Palm OS用2人打ち麻雀 (2001.10.10) ハムスター

### トレーディングカード
- ずっといっしょ トレーディングカード （新声社、東芝EMI）

### フィギュア
- ずっといっしょ デスクトップヒロイン 小野寺桜子・並木智香・石塚美樹 （新声社）
  - 1/12スケール・ポリストーン製・完成品・塗装済み
  - 各5,800円
  - 予約特典のクリスタルフィギュアも同じ型

## エピソード
- 当時まだデザイナーとしては無名だった渡辺明夫をキャラクターデザインとして起用した初のゲーム作品。実は、別の有名デザイナーに依頼する予定だったがスケジュールが合わず、急遽作画監督から繰り上がった[1]。
- ファンやスタッフから愛された作品で、その最たる現れはMajorWave版での大幅な手直しである。また、総監督の佐々木誠毅（同人でのペンネームは佐々木無宇）を中心としていくつか同人作品が発表されている。
  - 自主制作CD
    - ずっといっしょ VOCAL COLLECTION VOL.1 「すきとおるうたごえ」／REM
    - ずっといっしょ VOCAL COLLECTION VOL.2 「きらめくうたごえ」／REM
    - ずっといっしょ VOCAL COLLECTION VOL.3 「かろやかなうたごえ」／REM

  - 同人誌
    - ずっといっしょの物語
    - ずっといっしょの物語2000
- ぢたま(某)の漫画「気分2（きぶんきぶん）」の第1話に、このゲームをプレイしているシーンが登場する。ぢたま(某)は上記の同人誌にも漫画を寄稿している。